# Pragensia
Pragensia, případně pragenzia jsou materiály pojednávající o Praze, její historii a současnosti, nebo se jí jinak týkající. Může se jednat o knihy, které se zabývají rozvojem Prahy, hlavního města České republiky v jednotlivých historických obdobích, architekturou, urbanismem a povšechným popisem. V širším slova smyslu zahrnuje i průvodce, monografie, fotografické publikace apod. Za pragensia se označují také obrazy, fotografie, pohledy a další zobrazení Prahy nebo i jiné související materiály, např. listiny.
Pragensia zpracovávají historici, historikové umění, památkáři, architekti a další podobné profese, v minulosti se dokumentaci pragencií věnovali také specializovaní malíři, kreslíři či fotografové, souhrnně je lze označit termínem pragensisté. Také to jsou instituce, např. Národní památkový ústav, územní odborné pracoviště Praha nebo organizace jako Klub Za starou Prahu. Specializované oddělení se studovnou Pragensií nabízí ústřední budova Městské knihovny v Praze.